# I normanni a Parigi
I normanni a Parigi è un'opera in quattro atti di Saverio Mercadante, su libretto di Felice Romani. La prima rappresentazione ebbe luogo al Teatro Regio di Torino il 7 febbraio 1832. L'opera «piacque immensamente».
Gli interpreti della prima rappresentazione furono:
| Personaggio | Interprete                  |
| ----------- | --------------------------- |
| Odone       | Giovanni Battista Verger    |
| Berta       | Adelaide Tosi               |
| Osvino      | Amalia Brambilla Verger     |
| Ordamante   | Giovanni Orazio Cartagenova |
| Tebaldo     | Giuseppe Visanetti          |
| Ebbone      | Vincenzo Lucantoni          |

Direttore e primo violino era Giovanni Battista Polledro, maestro al cembalo Giuseppe Tagliabò, maestro del coro Giacomo Corini. La scenografia era di Fabrizio Sevesi e Luigi Vacca.
Secondo Francesco Florimo I normanni a Parigi è il lavoro che segna l'inizio della seconda maniera nello stile di Mercadante.

## Trama
Berta, figlia del conte di Tours e destinata sposa a Carlomano, ha avuto segretamente un figlio, Osvino, da Roberto di Poitiers, illustre cavaliere francese. Quando il padre lo scopre la obbliga a sposare Carlomano facendole credere che Roberto sia morto. Ma Roberto è sopravvissuto al tentativo di assassinio e si allea con i feroci Normanni. Passati gli anni, Roberto, divenuto capo normanno sotto il nome di Ordamante, stringe d'assedio Parigi. Carlomano muore e Osvino, ormai adulto e apprezzato guerriero, prende parte alla battaglia per difendere la città. Roberto, appreso chi egli sia veramente grazie a segrete pratiche che intrattiene a Parigi, decide di salvargli la vita allontanandolo da Parigi.
Questo è il momento in cui comincia la storia narrata nell'opera, che si conclude con la morte di Osvino. Berta, apprendendo la notizia, presa dalla rabbia maledice Roberto, poi subito se ne pente, ma i due sono destinati a vivere separati e infelici.

## Struttura musicale
- Sinfonia

### Atto I
- N. 1 - Introduzione e Duetto fra Ebbone e Tebaldo Una Reggente debole - A sostener Luterzia (Coro, Ebbone, Tebaldo)
- N. 2 - Cavatina di Berta Era la notte... e supplice (Berta, Ebbone, Coro)
- N. 3 - Duetto fra Odone e Berta Sì, da un cor che va mancando
- N. 4 - Cavatina di Osvino S'egli è ver, che amico un Dio (Osvino, Coro)
- N. 5 - Duetto fra Osvino e Berta Colpo vibrasti orribile

### Atto II
- N. 6 - Cavatina di Ordamante D'uopo, ahi! d'uopo ha 'l mio cor
- N. 7 - Duetto fra Osvino e Ordamante e Finale II Ah! non mai, non mai scoperto - Le guardie tutte accorrano (Osvino, Ordamante, Berta, Odone, Tebaldo, Coro)

### Atto III
- N. 8 - Aria di Ordamante Io l'amai qual s'ama il cielo (Ordamante, Osvino, Coro)
- N. 9 - Coro e Aria di Odone Sacro e tremendo incarico - Ah! che fate? Ah! mai non fia (Coro, Tebaldo, Odone, Ebbone)
- N. 10 - Duetto fra Osvino e Odone e Finale III Una preghiera ascolta - Che tento? Che spero? (Osvino, Odone, Berta, Tebaldo, Ebbone, Coro)

### Atto IV
- N. 11 - Preghiera di Berta Cielo, fa grazia ai gemiti (Berta, Ordamante)
- N. 12 - Duetto fra Berta e Ordamante Io t'amai; mi offriva Osmino (Berta, Ordamante, Osvino)
- N. 13 - Aria Finale di Berta Ah! non mai... sì ria non sono (Berta, Ordamante, Ebbone, Coro)